# Cantonul Belle-Île
Cantonul Belle-Île este un canton din arondismentul Lorient, departamentul Morbihan, regiunea Bretania, Franța.

## Comune
- Bangor
- Locmaria
- Le Palais (reședință)
- Sauzon